# Bhut Jolokia

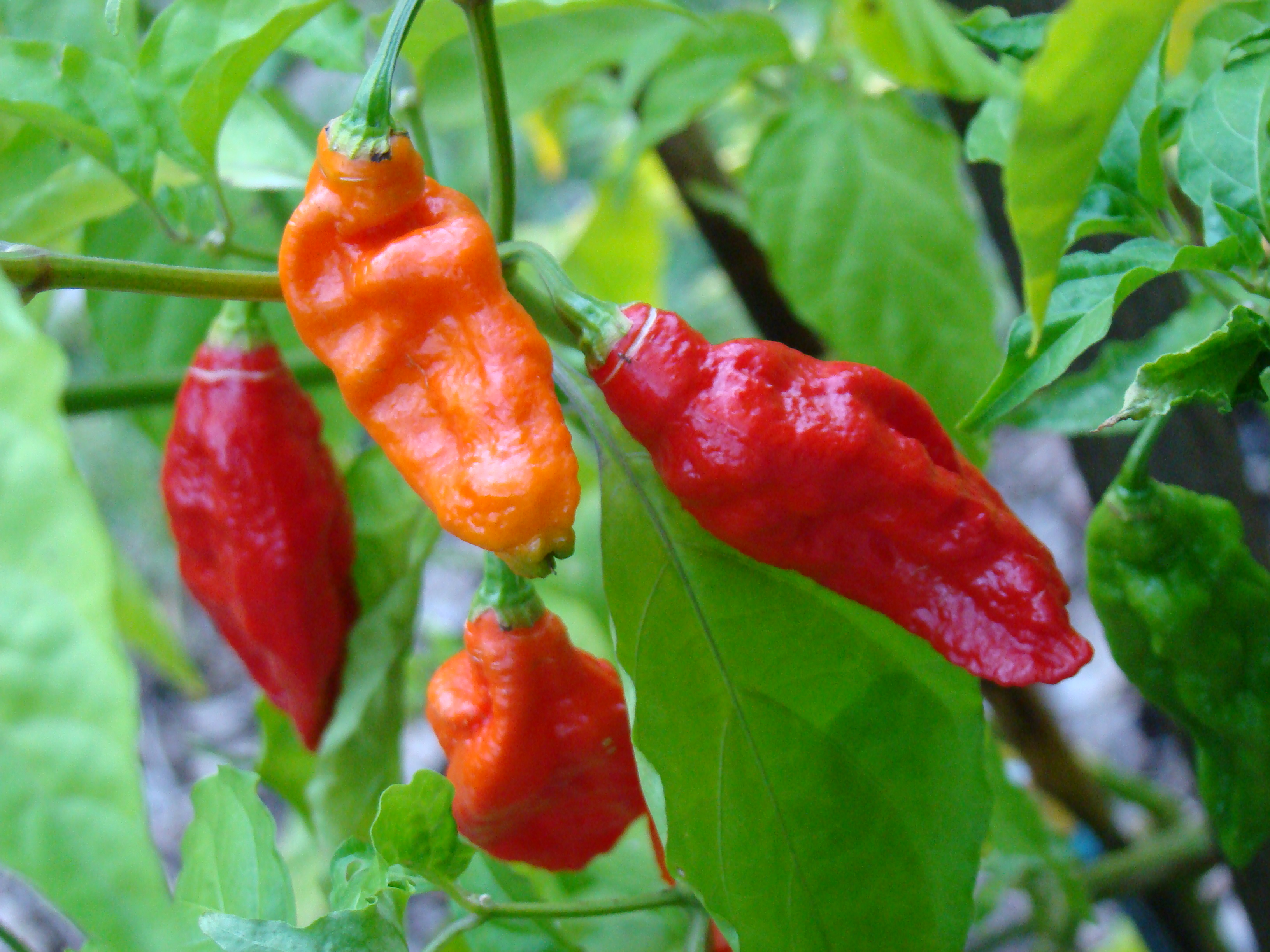
Ớt ma Bhut Jolokia

Bhut Jolokia (tiếng Bengal: নাগা মরিচ hoặc বিষ ঝাল), còn được gọi là Bih Jolokia, Naga Jolokia, ớt ma, ớt rồng đỏ Naga, là một giống ớt xuất hiện chủ yếu ở các vùng Assam và Nagaland của Ấn Độ. Các nhà phân loại học ban đầu thường nhầm lẫn khi xem xét giống ngày thuộc về loài nào giữa ớt cựa gà (Capsicum frutescens) hay ớt kiểng (Capsicum chinense). Tuy nhiên các phân tích DNA gần đây đã chỉ ra đây là một giống ớt lai giữa C. chinense với một số gen thuộc C. frutescens.
Vào năm 2007, Sách Kỷ lục Guinness đã ghi nhận giống ớt Bhot Jolokia là giống ớt cay nhất thế giới, độ cay Scoville trung bình đạt mức 855.000 SHU, tối đa có thể lên đến 1.000.000 SHU, cao hơn loại nước sốt Tabasco gấp 400 lần. Tuy nhiên, kỷ lục này liên tiếp bị phá vỡ vào năm 2011 bởi các giống ớt như ớt Infinity, ớt rắn thần Naga và ớt bò cạp Trinidad. Vào năm 2012, giống ớt bò cạp Trinidad Moruga giành được quán quân giống ớt cay nhất thế giới. Đến năm 2013, giống ớt Carolina Reaper được ghi nhận là giống ớt cay nhất trên thế giới.

## Hình ảnh

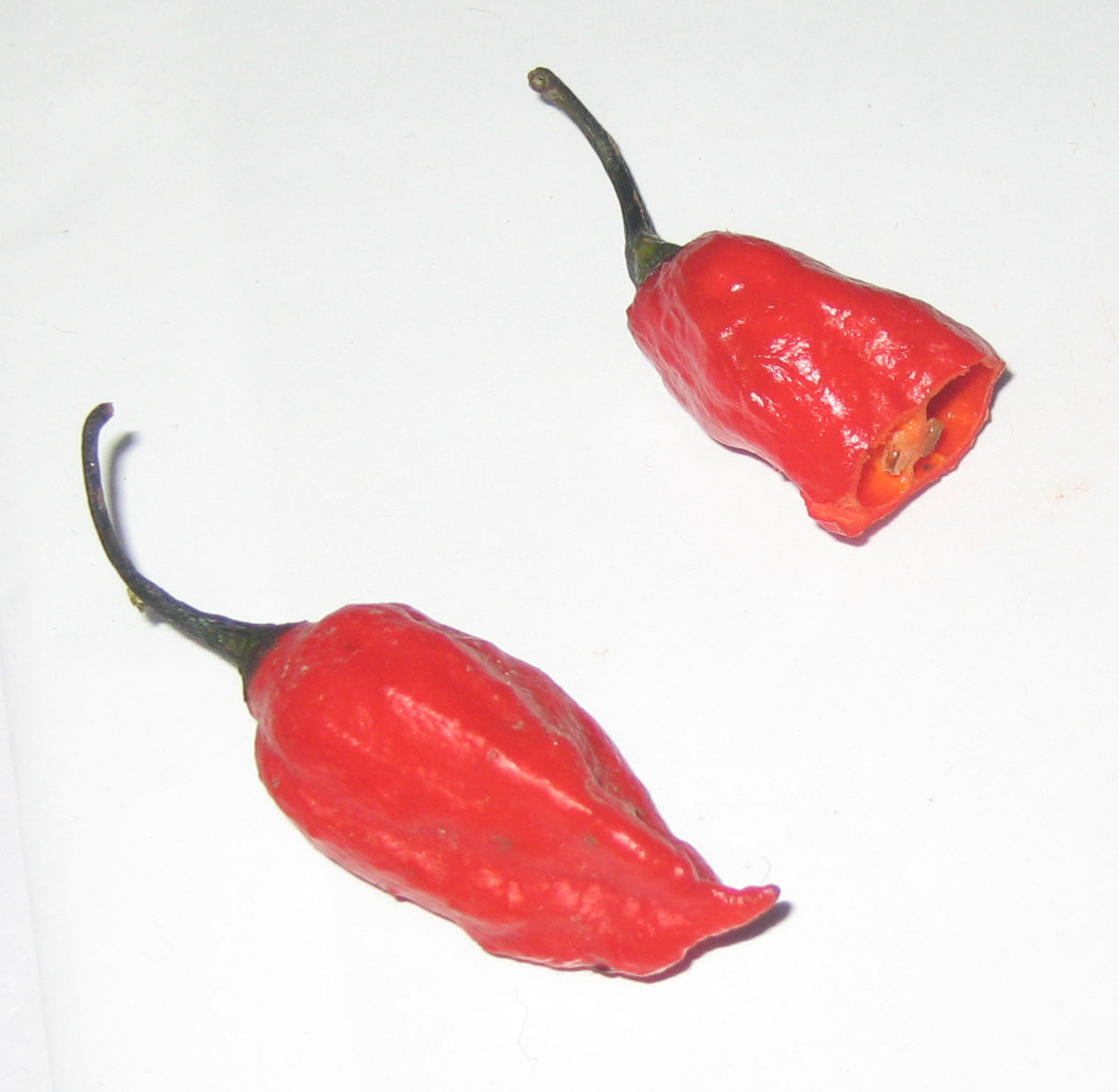
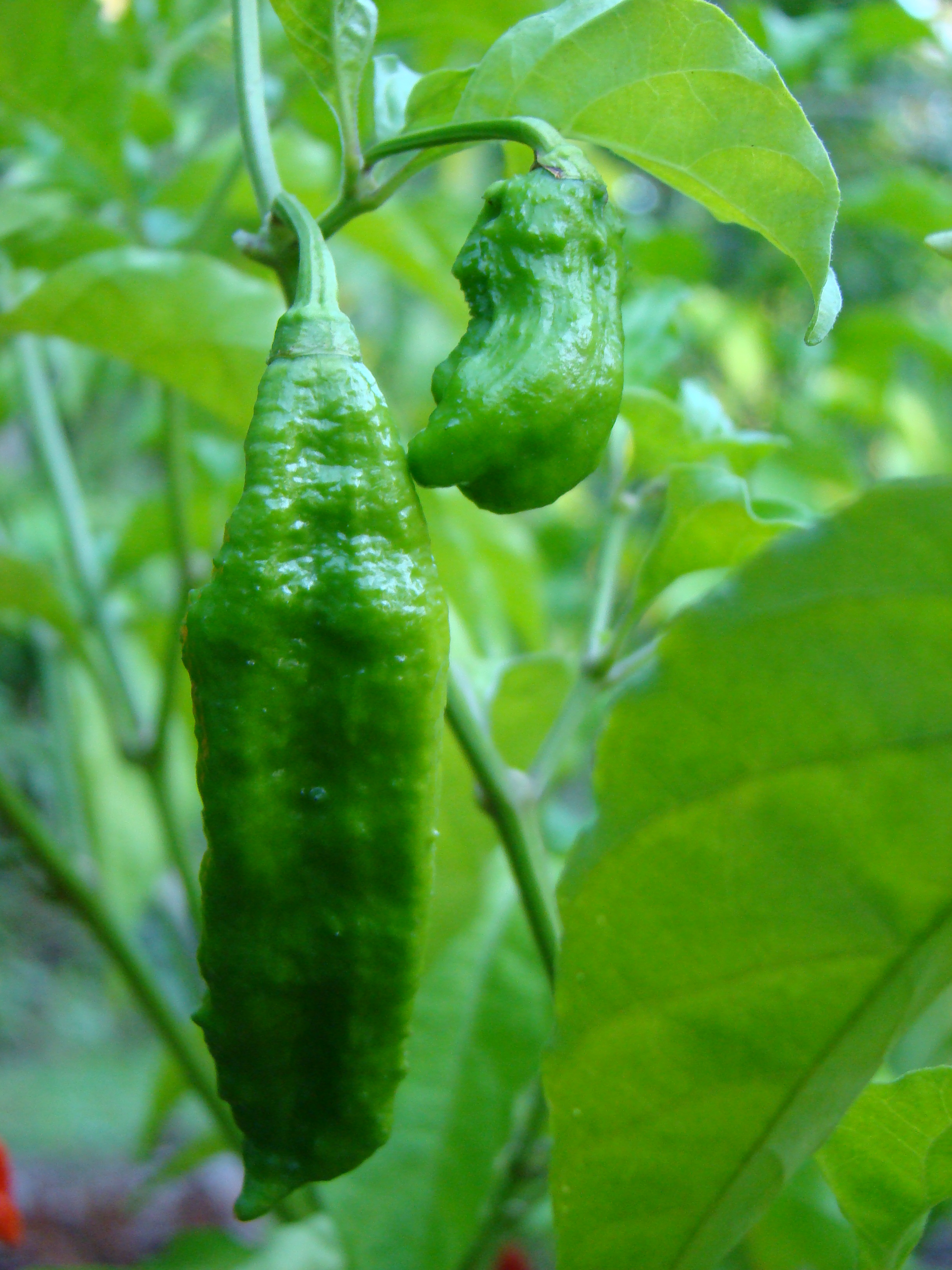
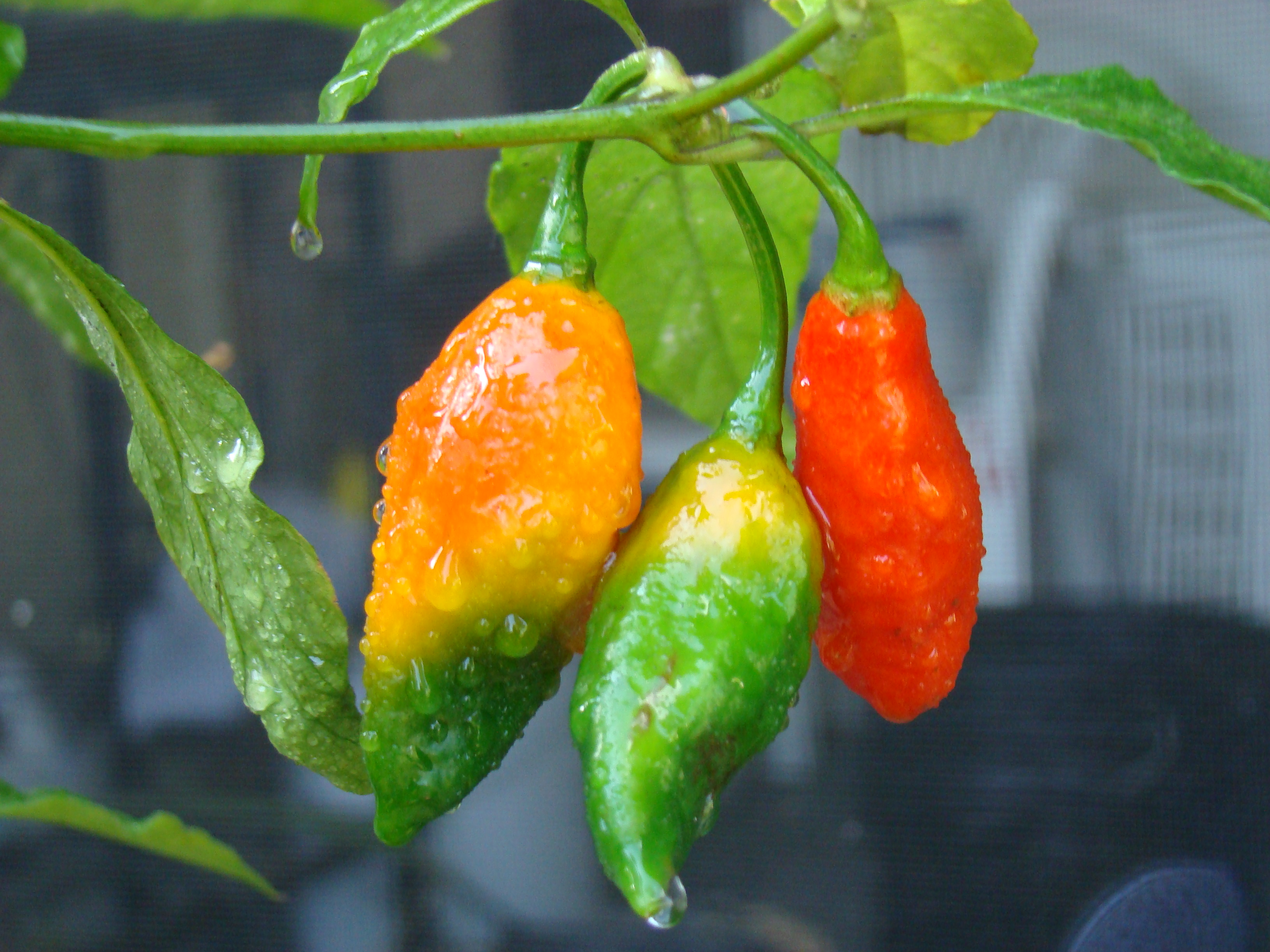
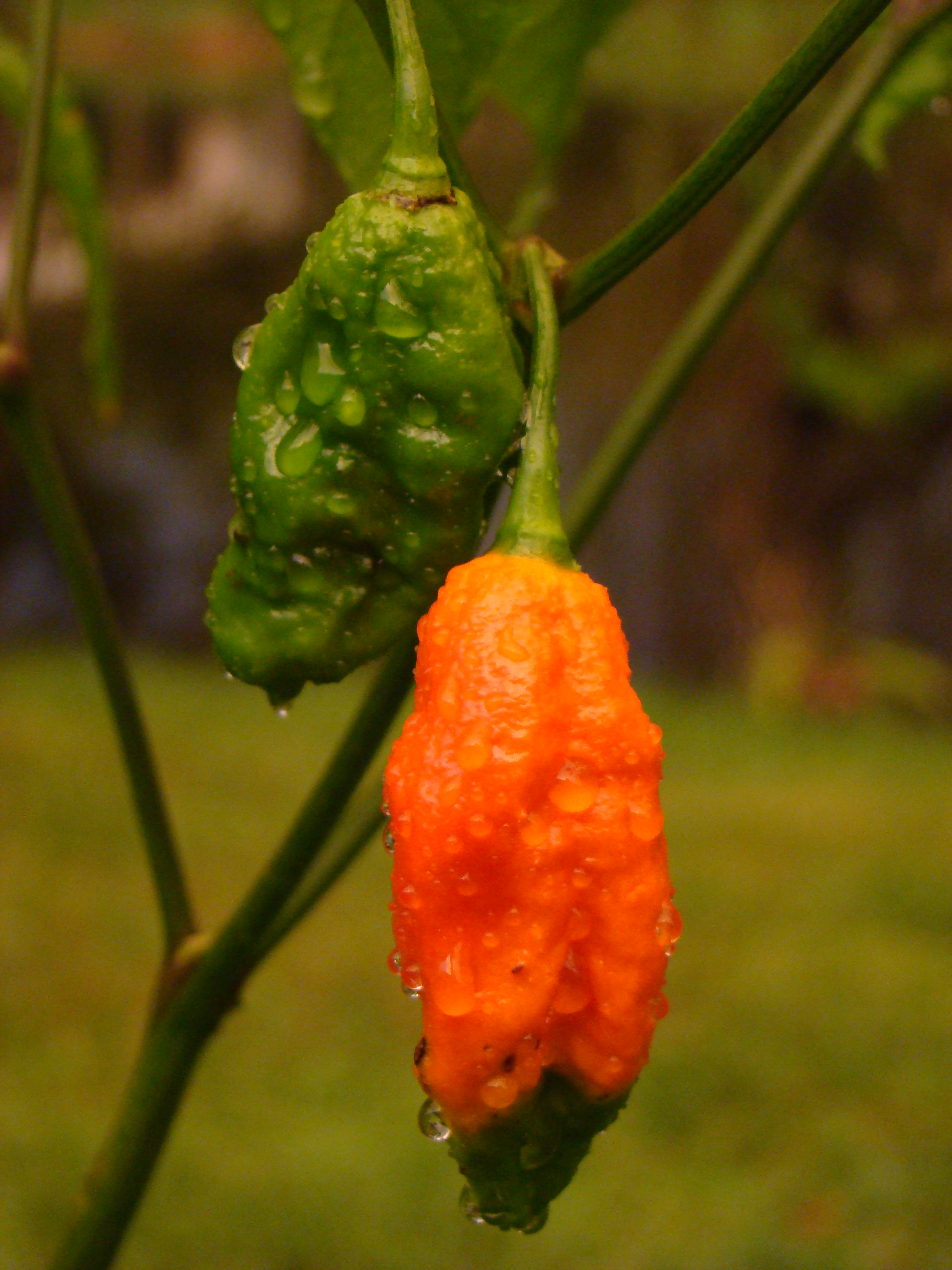
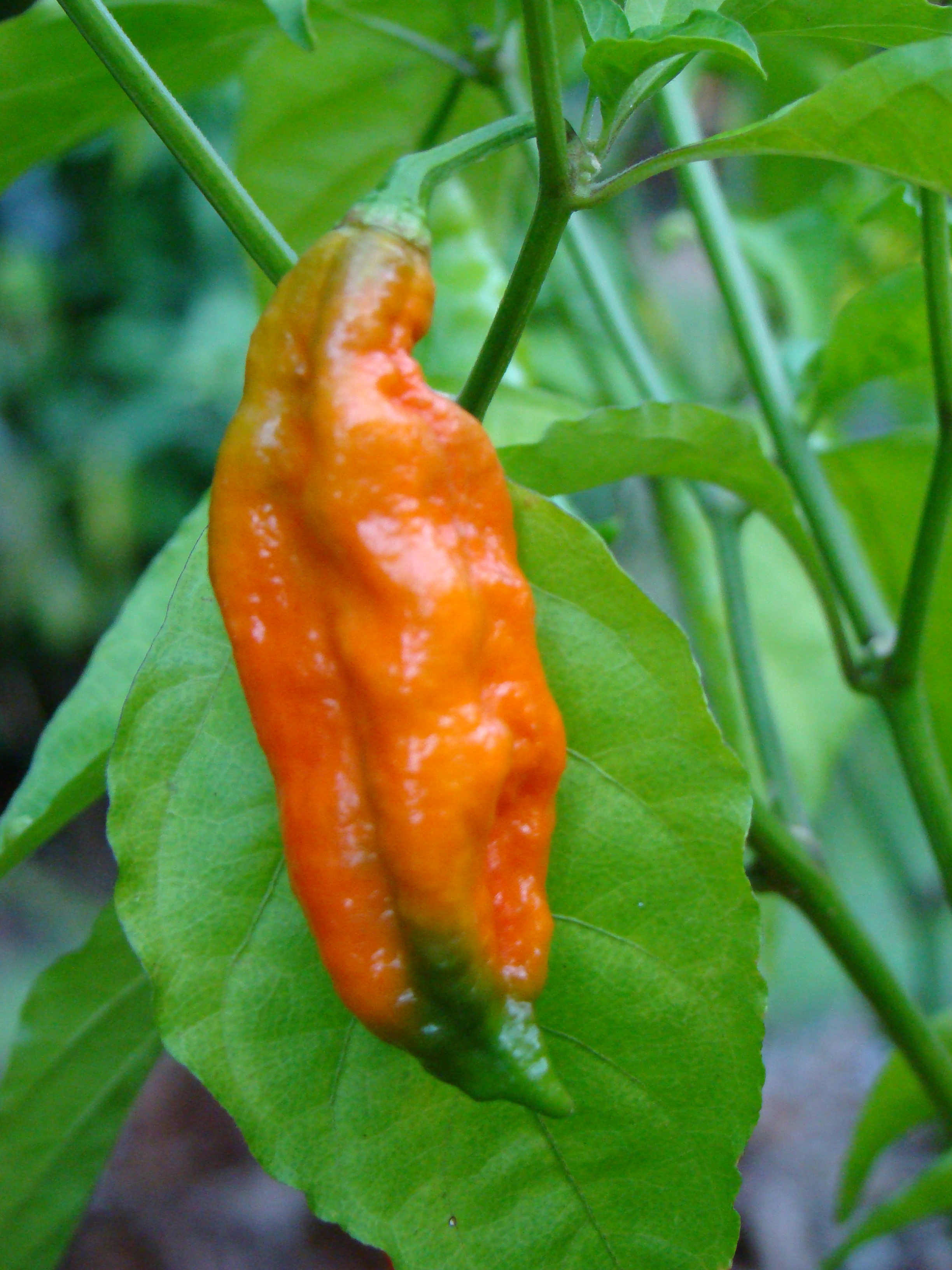
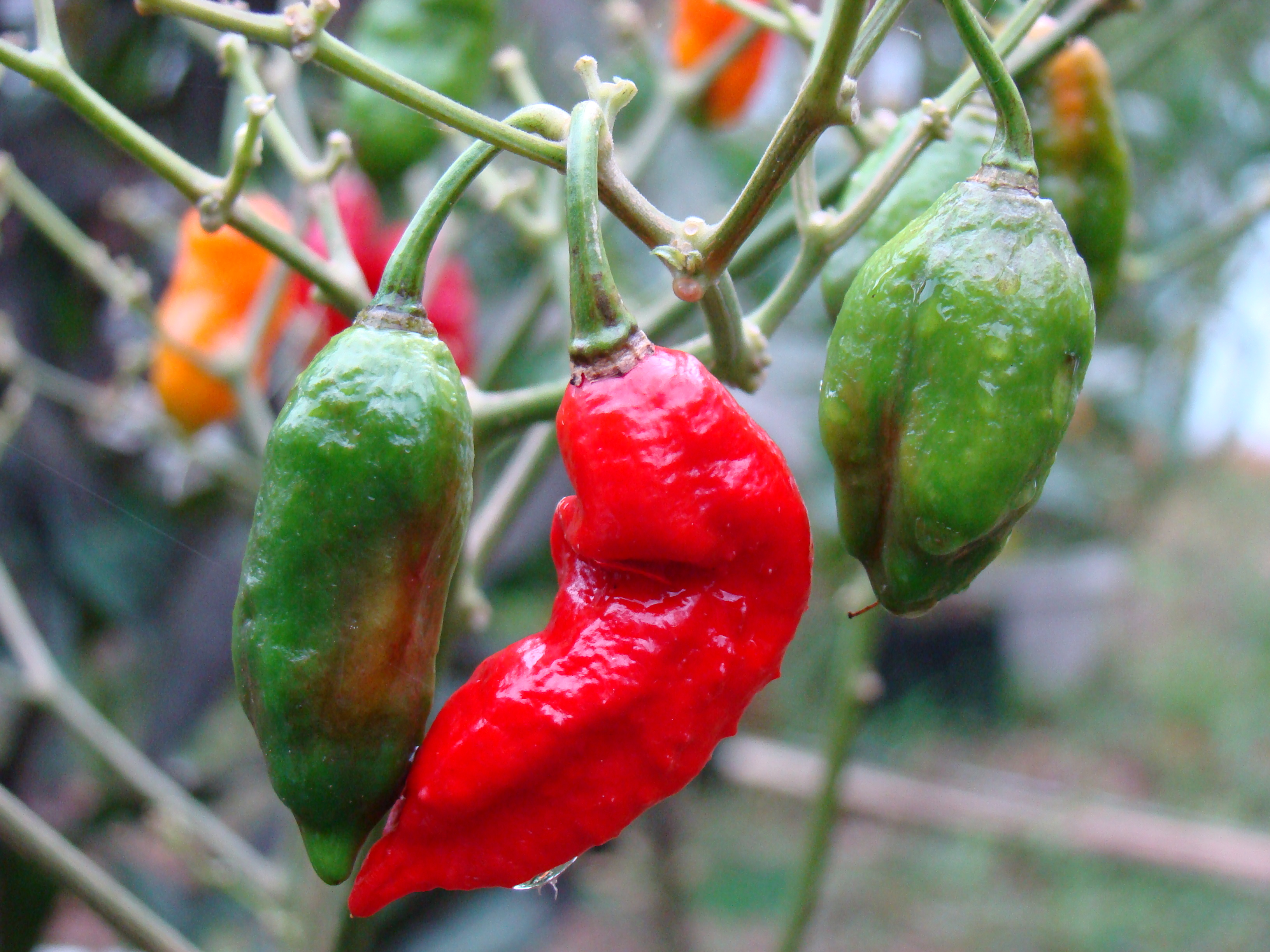
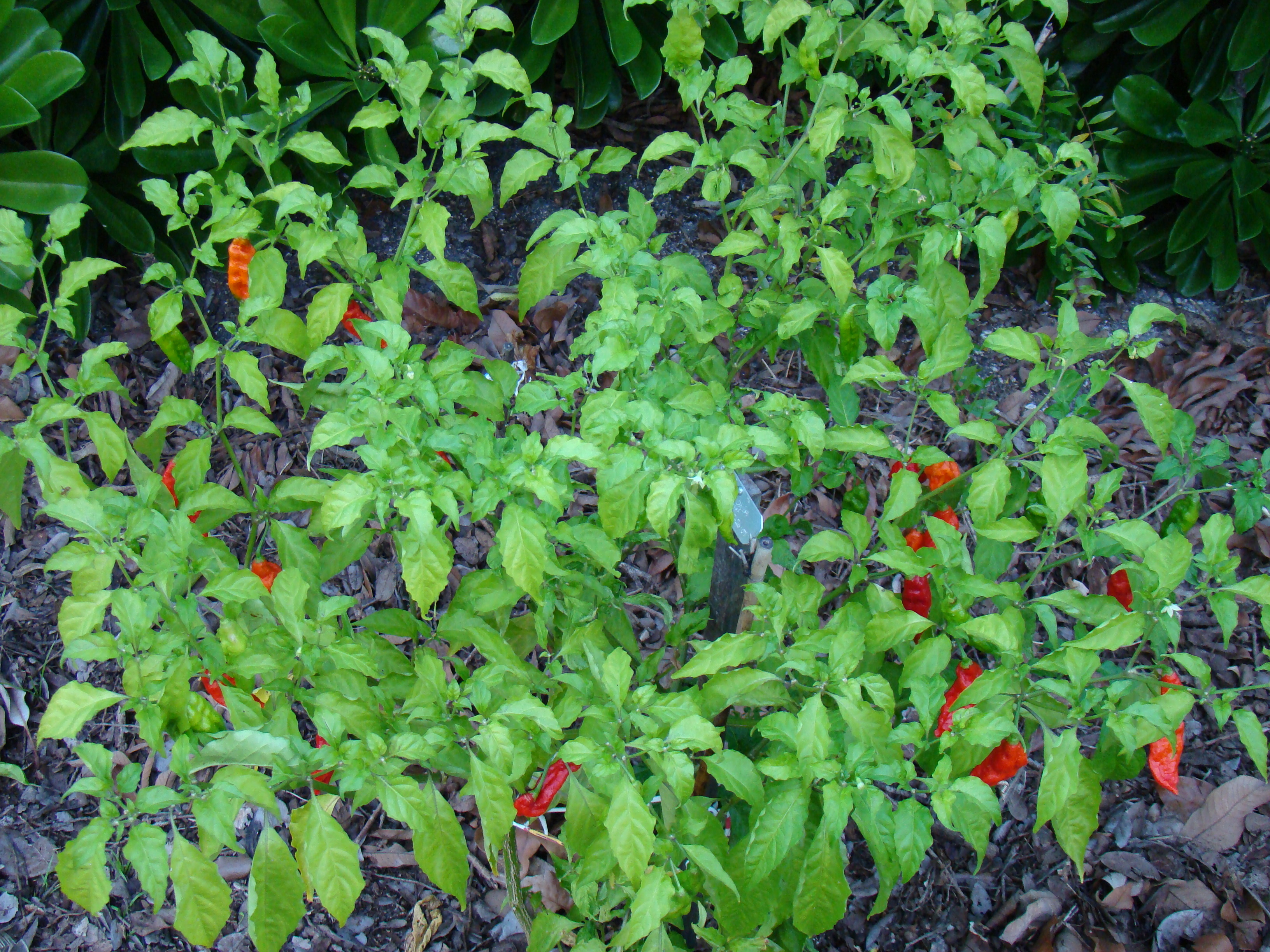